# Гирбовец (Галац)
Гирбовец (рум. Gârbovăț) — село у повіті Галац в Румунії. Входить до складу комуни Гідіджень.
Село розташоване на відстані 208 км на північний схід від Бухареста, 77 км на північний захід від Галаца, 126 км на південь від Ясс.

## Населення
За даними перепису населення 2002 року у селі проживали 311 осіб, усі — румуни. Усі жителі села рідною мовою назвали румунську.